# بنو غطیف (یمن)
 بنو غطیف  (در عربی:  غَطیف )
نام روستایی است در دهستان الغُربان از توابع استان عَدَن در کشور یمن در شبه جزیره عربستان. 

## جمعیت
جمعیت آن (۲۰۱ ) نفر (۱۳ خانوار) می‌باشد.